# HD199360
HD199360 — хімічно пекулярна зоря спектрального класу A6, що має видиму зоряну величину в смузі V приблизно  7,8.
Вона  розташована на відстані близько 481,1 світлових років від Сонця.